# This Love (canción de Maroon 5)
«This Love» —en español: «Este amor»— es una canción de la banda de pop estadounidense Maroon 5. Su líder Adam Levine escribió la letra para su primer álbum de estudio Songs About Jane (2002). El tema está construido sobre una línea de piano seguida por un bucle de batería, una repetitiva parte de guitarra eléctrica y una melodía cantada en falsete.
La letra del tema se basa en la ruptura de Levine con una novia y reveló que se compuso en el «mayor tiempo de intentos a nivel emocional» de su vida. Además, describió una parte de ella como «sexual». «This Love» tuvo una respuesta crítica positiva y se reconoció su estilo musical. Se lanzó el 12 de enero de 2004 como el segundo sencillo de Songs About Jane.
El sencillo ingresó al top 10 de muchas listas de venta incluyendo varias de la revista Billboard, como la Hot Adult Top 40 Tracks. El video promocional se recibió con controversias, debido a sus escenas íntimas entre Levine y quien después sería su novia. «This Love» hizo que Maroon 5 ganara el premio MTV al mejor nuevo artista y fue la tercera canción más radiodifundida de 2004. Además, recibió el premio Grammy a la mejor interpretación de pop de un dúo o grupo con vocalista en la ceremonia de 2006 y hasta la fecha, es una de las canciones más exitosas del grupo.

## Contexto
This Love es el segundo sencillo del álbum debut de Maroon 5 Songs About Jane (2002). En una entrevista con MTV en agosto de 2002, el vocalista Adam Levine reveló que compuso la canción el día que su novia se mudó y rompieron su relación. En otra entrevista, Levine comentó que la escribió en el «mayor tiempo de intentos a nivel emocional» de su vida. Añadió que «estaba en una relación que se estaba acabando, pero por otro lado estaba muy entusiasmado porque la banda estaba a punto de empezar a grabar y estaba eufórico por entrar en el estudio. Ella se iría de la ciudad, en los días que yo escribía la letra de 'This Love', así que estaba en las mejores condiciones para escribir una canción sobre este tipo de conflictos».

## Descripción

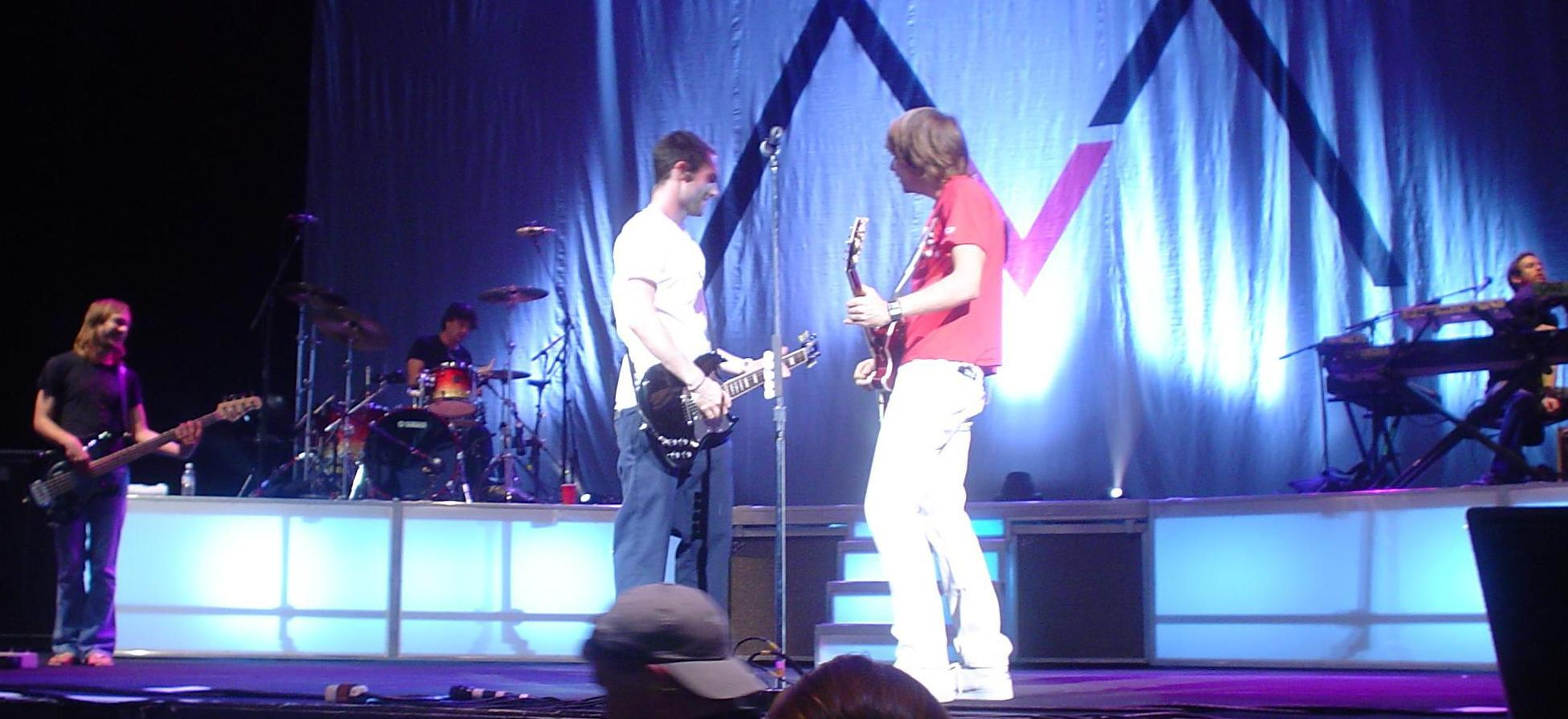
Maroon 5 durante una presentación en directo.

Durante el desarrollo del tema, la banda admitió que tenía influencias del músico estadounidense Stevie Wonder. Compuesta en la tonalidad de do menor, posee un compás de 4/4 y se interpreta a 95 pulsaciones por minuto. La introducción posee un ostinato llevado por el piano. Maroon 5 admitió que «This Love» es fundamentalmente una canción de pop rock. La música presenta una línea de guitarra de rock y está considerada una canción de soul y pop rock. Según Johnny Loftus de Allmusic, su estilo posee «una estratégica canalización de los ritmos vintage de R&B en la alegre dinámica del pop». Loftus también comentó que en la canción se destaca el «burlesco falsete de Levine sobre el ostinato, la sólida base del piano y la percusión programada y en directo, las chirriantes armonías vocales y [...] sintetizadores sirven como contrapeso». El crítico afirmó que la letra tiene «carga sexual» en los versos I tried my best to feed her appetite / To keep her coming every night / So hard to keep her satisfied («Intenté dando lo mejor de mí saciar su apetito / haciéndola tener un orgasmo todas las noches / [Era] tan duro dejarla satisfecha»). El crítico de Boston Globe Steve Morse describió su sonido como «un relato [contado a través del] rock —pero también del soul sobre la ruptura de una relación». Meghan Bard del Daily Campus añadió que la canción tiene «[partes] vocales Stevie Wonderescas y un ritmo de R&B funky».
En una entrevista con Rolling Stone, cuando le preguntaron sobre los versos Keep her coming every night y Sinking my fingertips into every inch of you («Hundiendo las yemas de mis dedos en cada pulgada tuya»), Levine contestó: «Sí, eso es sexual, de acuerdo. Estaba tan harto de los típicos versos como 'Oh nena' y 'Te amo' y toda esa mierda vaga. Pensé que ser más explícito sin serlo del todo era una buena aproximación. Las niñas pequeñas podrían disfrutarlo y a mis abuelos se les iría a la cabeza. Pero golpearía a mi ex novia como una tonelada de ladrillos. Era perfecto». Además, comentó cómo MTV transmitió una versión editada de la canción para el video, donde la palabra coming se eliminó de la frase keep her coming every night. Levine dijo sobre esto: «MTV ahora ha editado la letra. No me dejarán decir keep her coming every night y sacaron el sinking [del verso] sinking my fingertips. Es como la puta China comunista, es tan extraño».

## Recepción

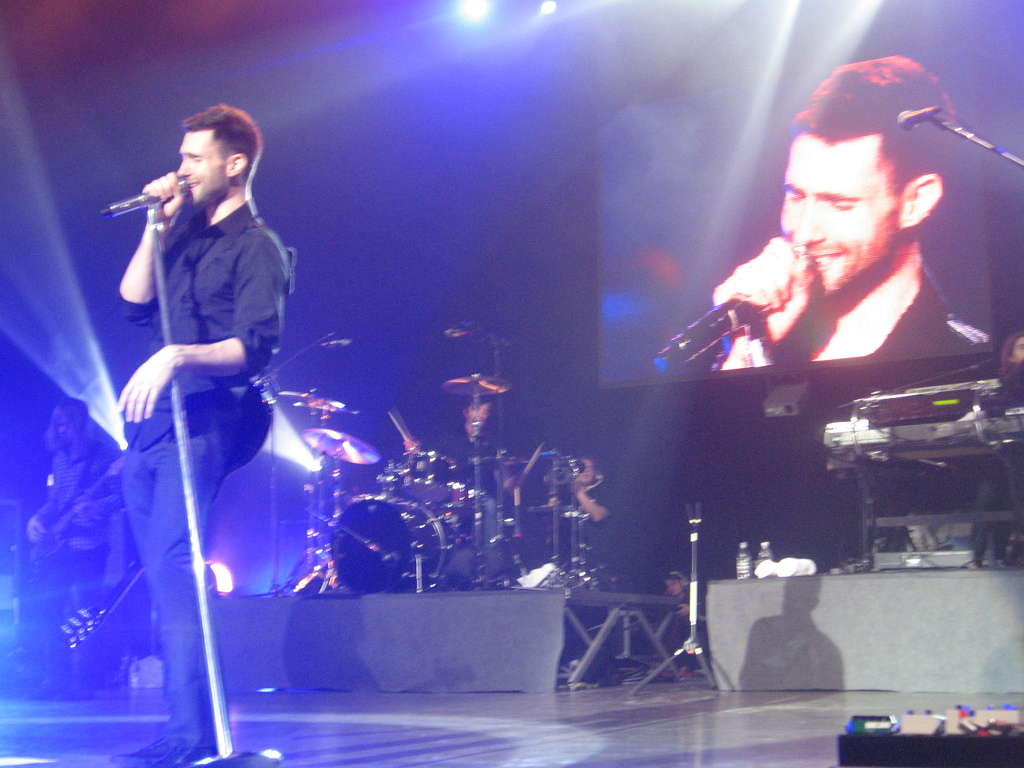
Adam Levine cantando «This Love» durante la gira de 2007 del grupo.

La canción recibió en general una respuesta positiva de la crítica. En la reseña de la revista Rolling Stone del álbum, el crítico Christian Hoard comentó: "Los desvanecimientos románticos y urbanos de Adam Levine funcionan mejor cuando su banda se despierta verdaderamente con el pie derecho, como en 'This Love', que usa el piano y guitarras del estilo de James Brown para crear un cimiento en el que Levine se obsesiona con la belleza (incluyendo la propia)". Jason Thompson de PopMatters mencionó que en las canciones «This Love» y «Must Get Out» el teclista Jesse Carmichael «se las ingenia para evocar las producciones de Britney Spears y The New Radicals respectivamente». C. Spencer Beggs de Observer afirmó: «La segunda pista, 'This Love', es fácil de seguir. Los dos sencillos ['Harder to Breathe' y 'This Love'] son las más poppy del álbum, enseñando el característico sonido de Maroon 5, limpio, fresco y animado». Sam Beresky de Daily Lobo, quien no disfrutó tanto el álbum, elogió a la banda por «This Love», sobre la que dijo que es «una versión más alegre [...] con una gran reminiscencia del tema de Stevie Wonder 'Superstition'. Probablemente haga un pie dar golpecitos suaves [o] mover la cabeza si se la reproduce a alto volumen».
En mayo de 2004, el músico John Mayer le dijo a Rolling Stone que le gustaba Songs About Jane. Mayer también hizo comentarios positivos sobre el tema, como por ejemplo: «Cuando escuché 'This Love' fue una situación [de mucha sorpresa]. Es una de esas canciones perfectas que uno siempre espera escribir». El sencillo también fortaleció la imagen de Maroon 5, ayudándolos a posicionarse como una de las bandas del año de 2004. Desde entonces, Kanye West ha hecho una remezcla titulada «This Love (Kanye West remix)» en mayo de 2004. La banda lanzó un EP titulado 1.22.03.Acoustic donde figura una versión acústica del tema. También está presente en el videojuego musical Guitar Hero: On Tour de 2008.

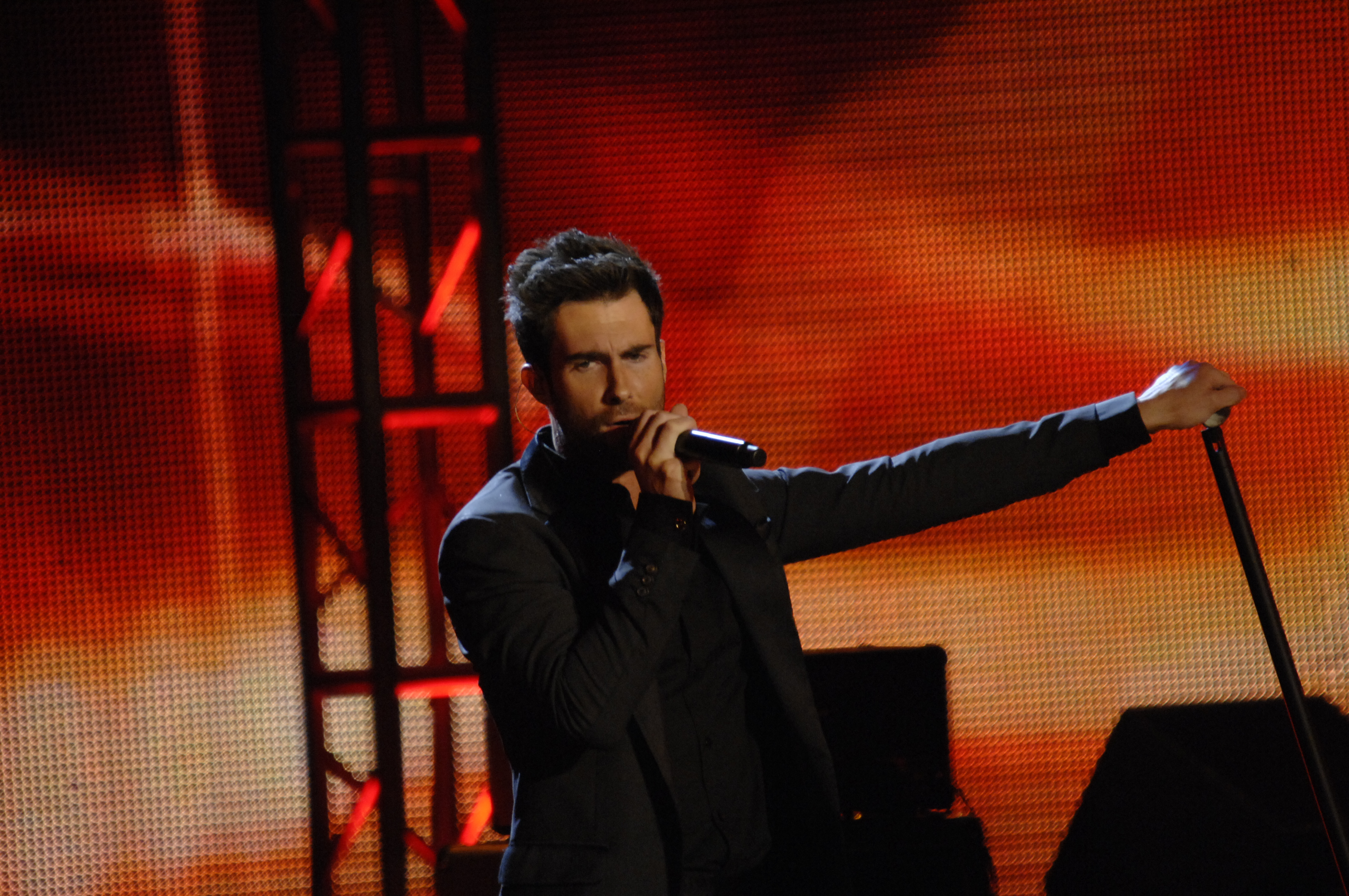
Adam Levine cantando «This Love» en el concierto de la investidura presidencial de Barack Obama.

Maroon 5 tocó «This Love» en directo en Saturday Night Live en febrero de 2004. La banda ganó en la categoría de mejor nuevo artista en los MTV Video Music Awards por el video musical del tema. Además, en 2004 recibió una nominación en la categoría de tema de rock elegido en los Teen Choice Awards. Según Nielsen Broadcast Data Systems, «This Love» fue la tercera canción más difundida en las radios, con un total de 438 589 reproducciones. En la 48.ª edición de los Premios Grammy, la canción ganó en la categoría de mejor interpretación pop de un dúo o grupo con vocalista.
Blake Lewis, quien quedó en segundo lugar en la sexta temporada de American Idol la cantó en directo en el programa el 15 de mayo de 2007. La versión de estudio de Lewis se lanzó luego a través del sitio oficial de American Idol y en el álbum compilatorio American Idol Season 6: The Collector's Edition, una recopilación de las versiones de estudio de las canciones interpretadas de los finalistas del programa. El artista británico Limahl también realizó una versión de la canción en el reality show Hit Me, Baby, One More Time. El finalista de American Idol John Stevens realizó una versión de la misma en su álbum debut de 2005 Red. El cantautor canadiense Michael Bublé realizó otra versión en su DVD Caught in the Act. También se hizo otra versión para el álbum de Kidz Bop Kids de 2004 Kidz Bop 6.

## Desempeño en las listas
El sencillo se lanzó oficialmente a las radios en Norteamérica en enero de 2004 y su video, seis meses después. «This Love» figuró en el Billboard Hot 100 menos de una semana antes de su lanzamiento físico y debutó en el quinto lugar. La remezcla Junior Vasquez Mixes llegó a la cima de la lista Dance/Club Play Songs. También figuró en la lista Hot Dance Airlplay en el puesto 18. «This Love» también alcanzó el número dos en la lista Top 40 Mainstream. Además, alcanzó la máxima posición en Hot Adult Top 40 Tracks, donde permaneció diez semanas. En 2007, reingresó en el puesto 36 de la lista Hot Digital Songs. Según Nielsen Soundscan, había vendido 835 000 copias en descarga digital hacia 2007.
«This Love» alcanzó el top 10 de doce países. En el Reino Unido, llegó al tercer puesto en la UK Singles Chart el 1 de mayo de 2004. Ingresó también al top 10 de Francia, Bélgica y Australia. El sencillo alcanzó el top 5 de Noruega, Suiza, Países Bajos, Austria y Nueva Zelanda. Además, también figuró en las listas de Italia, Suecia, Alemania e Irlanda.

## Video promocional
Sophie Muller dirigió el video promocional de «This Love» y combina tomas de la banda interpretando la canción en un jardín mexicano y escenas de Levine separándose de una mujer. Según Levine, el concepto detrás del video se basó en Prince y además comentó: «la sexualidad abierta confunde a la gente, ese video es una cosa que harían las estrellas de pop». El video también muestra a Levine con quien después sería su novia, la modelo Kelly McKee, en unas pocas escenas íntimas. Se utilizan creativamente los ángulos de cámara para no revelar los genitales de la pareja, evitando así la posible acción de la Comisión Federal de Comunicaciones. Se creó una versión donde se ven flores generadas por computadora que ocultan parcialmente estos planos para venderse en los mercados más conservadores. Cuando le preguntaron sobre el video, Levine respondió: «Sorprendentemente no era extraño ni sexual. Era confortable. No me puse caliente ni nada por el estilo, lo cual es extraño, dado que lo filmé con mi novia».
El video resultó ser suficientemente controvertido como para recibir críticas negativas. Sylvia Patterson de Daily Telegraph lo describió como «un video pop porno». El bajista Michael Madden, cuando le preguntaron sobre esto, contestó que se trató se «una sobre reacción absurda».

## Lista de canciones
Todas las canciones escritas y compuestas por Maroon 5. 
| Sencillo (CD) |                                        |          |  |
| N.º           | Título                                 | Duración |  |
| 1.            | «This Love» (versión del álbum)        |          |  |
| 2.            | «This Love» (video)                    |          |  |
| 3.            | «Harder to Breathe» (versión acústica) |          |  |
| 4.            | «The Sun» (versión acústica)           |          |  |

## Posicionamiento en listas
| Listas (2004)                            | Máxima posición |
| ---------------------------------------- | --------------- |
| Alemania (Offizielle Deutsche Charts)    | 5               |
| Australia (ARIA)                         | 8               |
| Austria (Ö3 Austria Top 40)              | 3               |
| Bélgica (Flandes) (Ultratop 50)          | 21              |
| Bélgica (Valonia) (Ultratop 50)          | 7               |
| Escocia (Scottish Singles Sales Chart)   | 3               |
| Estados Unidos (Billboard Hot 100)       | 5               |
| Estados Unidos (Adult Contemporary)      | 3               |
| Estados Unidos (Adult Top 40)            | 1               |
| Estados Unidos (Mainstream Top 40)       | 1               |
| Francia (SNEP)                           | 6               |
| Grecia (IFPI)                            | 1               |
| Hungría (Rádiós Top 40)                  | 1               |
| Irlanda (IRMA)                           | 6               |
| Italia (FIMI)                            | 3               |
| Nueva Zelanda (Recorded Music NZ)        | 4               |
| Noruega (VG-lista)                       | 3               |
| Países Bajos (Dutch Top 40)              | 3               |
| Países Bajos (Mega Single Top 100)       | 5               |
| Polonia (Polish Singles Chart)           | 1               |
| Reino Unido (UK Singles Chart)           | 3               |
| Rumania (Romanian Top 100)               | 2               |
| Suecia (Sverigetopplistan)               | 26              |
| Suiza (Schweizer Hitparade)              | 4               |
| Venezuela Pop/Rock Songs (Record Report) | 1               |

## Certificaciones
| País | Certificación | Ventas    |
| --- | ------------- | --------- |
| Australia (ARIA) | 4x Platino    | 35 000^   |
| Canadá (Music Canada) | Platino       | 80 000    |
| Corea del Sur (Gaon Chart) |               | 1,168,853 |
| España (PROMUSICAE) | 1x Platino    | 60,000    |
| Estados Unidos | 2x Platino    | 2,120,000 |
| *las cifras de ventas sobre la base de la certificación por sí sola ^cifras de envíos sobre la base de la certificación por sí sola xcifras no especificadas sobre base de la certificación por sí sola |               |           |